# Naissance en 1357
Naissance
- 1353
- 1354
- 1355
- 1356
- 1357
- 1358
- 1359
- 1360
- 1361

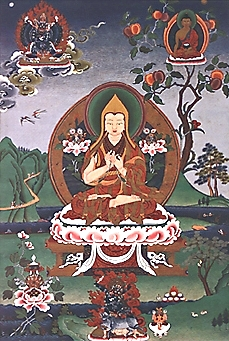
Tsongkhapa, né en 1357.

Cette page dresse une liste de personnalités nées au cours de l'année 1357  :
- 11 avril : Jean Ier, roi de Portugal et des Algarves.

- Art Mor mac Art MacMurrough Kavanagh, chef du clan Mac Murrough Kavanagh.
- Bittino da Faenza, peintre italien gothique.
- Jeongjong, 2e roi de Joseon.
- David Stuart, 1er comte de Strathearn.
- Takatsukasa Fuyuie, kugyō (noble de cour) de l'époque de Muromachi.
- Tsongkhapa, fondateur de l'école Gelugpa et maître spirituel du 1er dalaï-lama et du 1er panchen-lama.
- Fang Xiaoru, fonctionnaire érudit confucianiste de la dynastie Ming.

date incertaine (vers 1357)
- Pierre II de Chypre, roi de Chypre.
- Waléran III de Luxembourg-Ligny, comte de Saint-Pol, de Ligny, seigneur de Roussy et de Beauvoir.

## Crédit d'auteurs
- Cet article est partiellement ou en totalité issu de l'article intitulé « 1357 » (voir la liste des auteurs).